# Lösani óriás Buddha
A lösani (leshan-i) óriás Buddha-szobor (egyszerűsített kínai írással: 乐山大佛, pinjin: Lèshān Dàfó) a Tang-dinasztia idején (i.sz. 618–907) épült. Kína Szecsuan (Sechuan) tartományában, a Min, a Tatu (Dadu) és a Csingji (Qingyi) folyók összefolyásánál található, Lösan (Leshan) város közelében. A kínai buddhizmus egyik ékkövének számító kőszobor az Omej (Emei)-hegyre néz, a folyók a lábainál futnak. Ez a világ legnagyobb faragott Buddha-szobra. Az Omej (Emei)-hegy környéke, beleértve a lösan (leshan)i óriás Buddhát is, az UNESCO Világörökség része, és építésének idején a világ legmagasabb szobra volt.
Az Omej (Emei)-hegy környéke, a lösan (leshan)i óriás Buddhával 1996 óta része az UNESCO Világörökségnek. A 2008-as szecsuani földrengés nem tett kárt benne

## Története

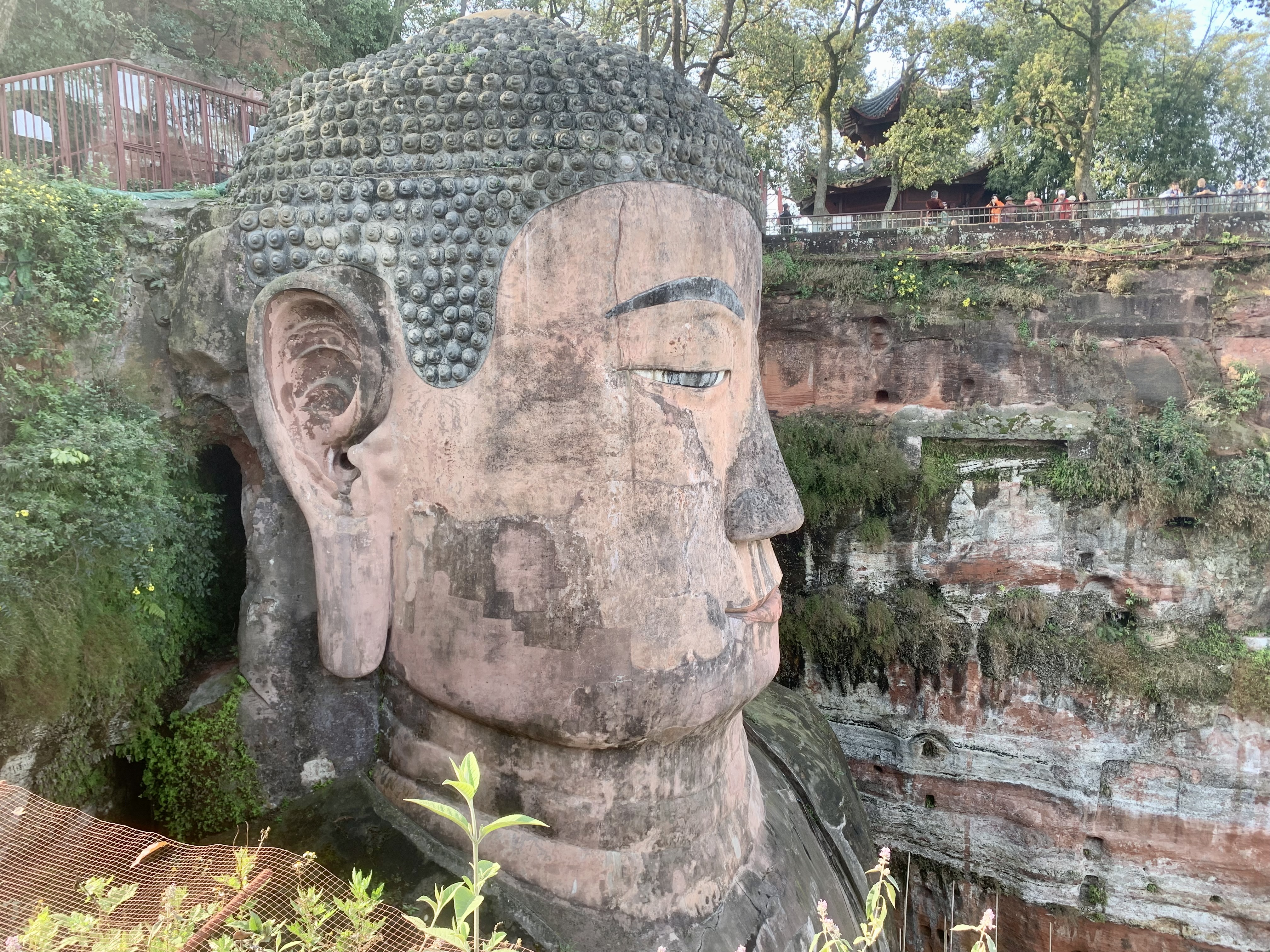
A szobor feje

Építése 713-ban kezdődött, egy kínai szerzetes, Haithong vezetésével. Azt remélte, hogy a Buddha lecsendesíti az örvénylő vizet, amely akadályozta a folyón közlekedő hajókat. Amikor az építkezés finanszírozása veszélybe került, a legenda szerint kitolta a saját szemét, hogy ezzel is bizonyítsa odaadását és őszinteségét. Ennek ellenére halála után az építkezés pénz hiányában leállt. Körülbelül 70 évvel később egy katonai kormányzó úgy döntött, hogy támogatja az építkezést, így azt Haitong tanítványai be tudták fejezni 803-ban.
Úgy tűnik, hogy a gigantikus építkezés során végül is annyi követ vágtak ki a hegyből és hordtak a folyóba, hogy az tényleg biztonságosabbá vált az arra haladó hajók számára.

## Romlása
A leshani Buddha a környéken zajló korlátlan ipari fejlődés miatt keletkező légszennyezés áldozatává vált. A Hszin-hua (Xinhua) hírügynökség szerint: "A lösan (leshan)i Buddha mint annyi más kínai természeti és kulturális örökségi hely, az időjárás, a légszennyezés, a nem megfelelő védelem és a turistaáradat okozta káros hatások áldozatává vált." A helyi önkormányzat már bezárta a szobor közvetlen közelében található gyárakat és erőműveket. Ennek ellenére a szobor orra elfeketedett és az arcon is több helyen találhatók koszfoltok. A kormány megígérte, hogy helyreállítja a szobor környékét.

## Méretei
A 71 méter magas szobor az ülő Maitréja buddhát, az eljövendő korszak buddháját ábrázolja, kezét a térdén tartja. Vállszélessége 28 méter, és a legkisebb lábujjkörmén is simán elfér egy ember. A helyi mondás úgy tartja: "A hegy Buddha, és Buddha a hegy". Ez részben azért alakult így, mert a hegységnek az a része, ahol a lösan (leshan)i óriás Buddha található, maga is hasonlít egy fekvő Buddhára, ha a folyó felől nézzük, és a lösan (leshan)i óriás Buddha éppen a szívénél van.

## Galéria

A Buddha a folyó felől nézve
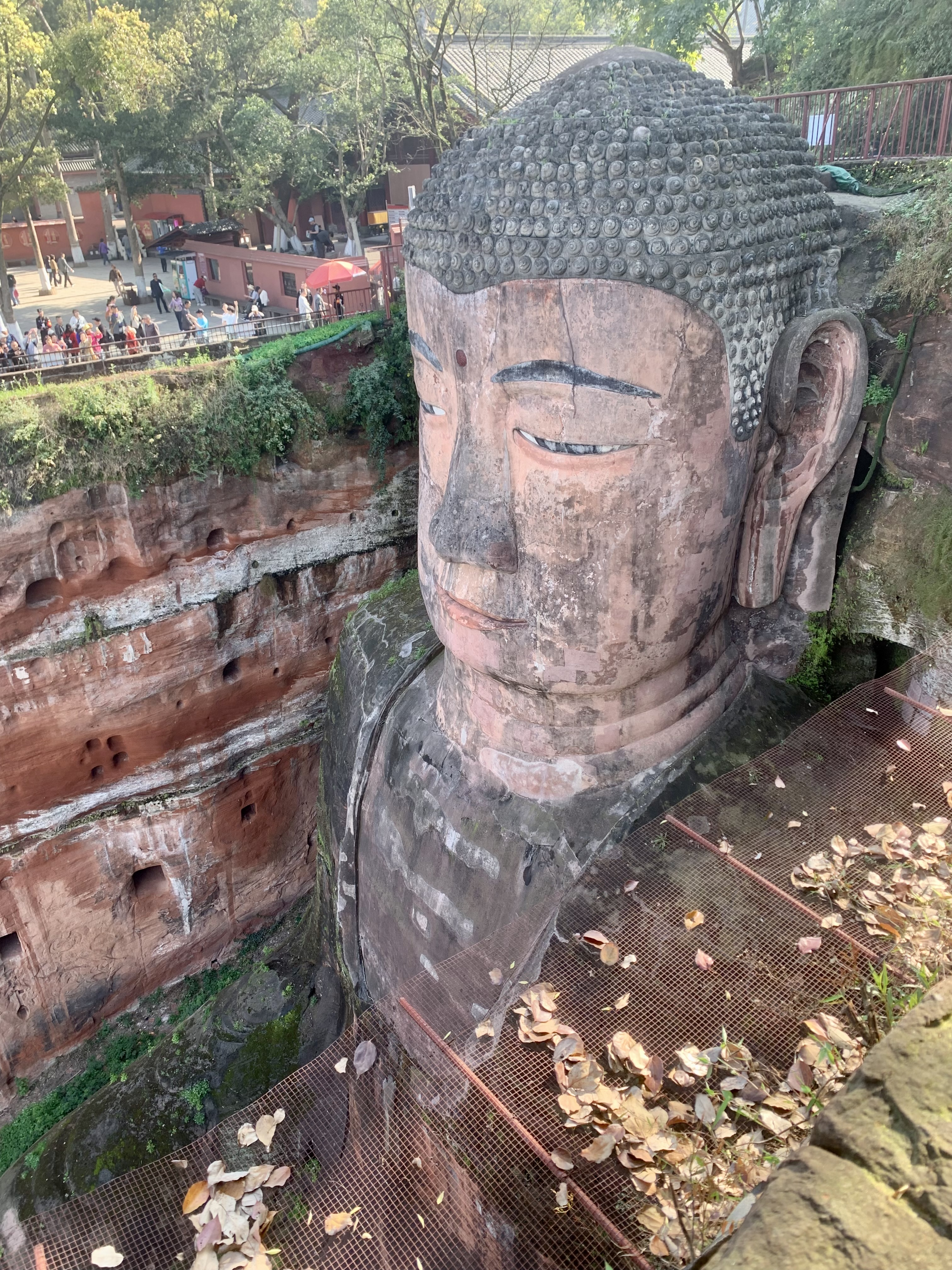
A Buddha feje
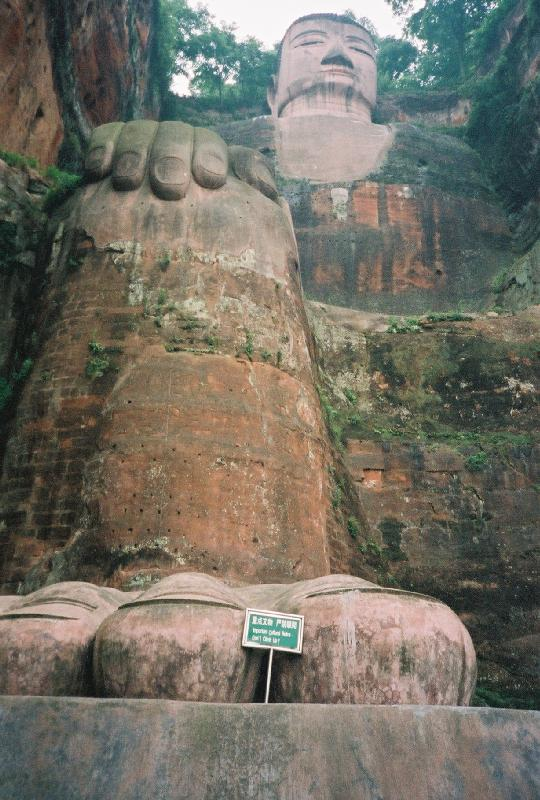
Alulról nézve
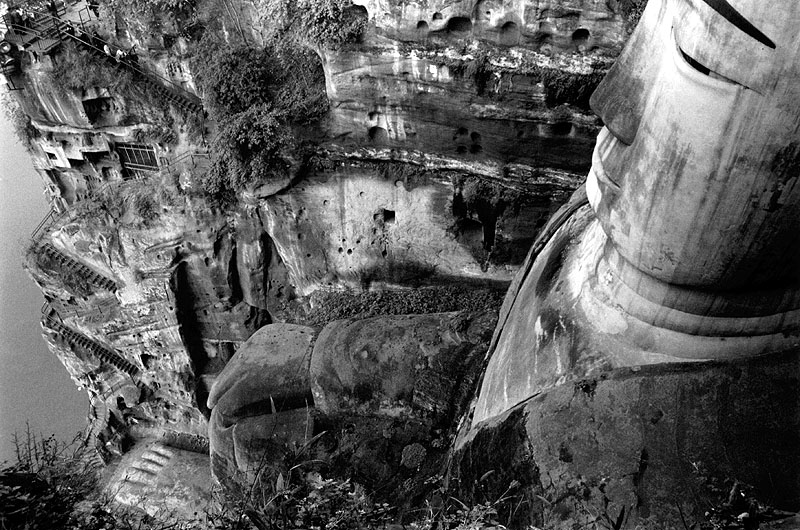
Felülnézetből
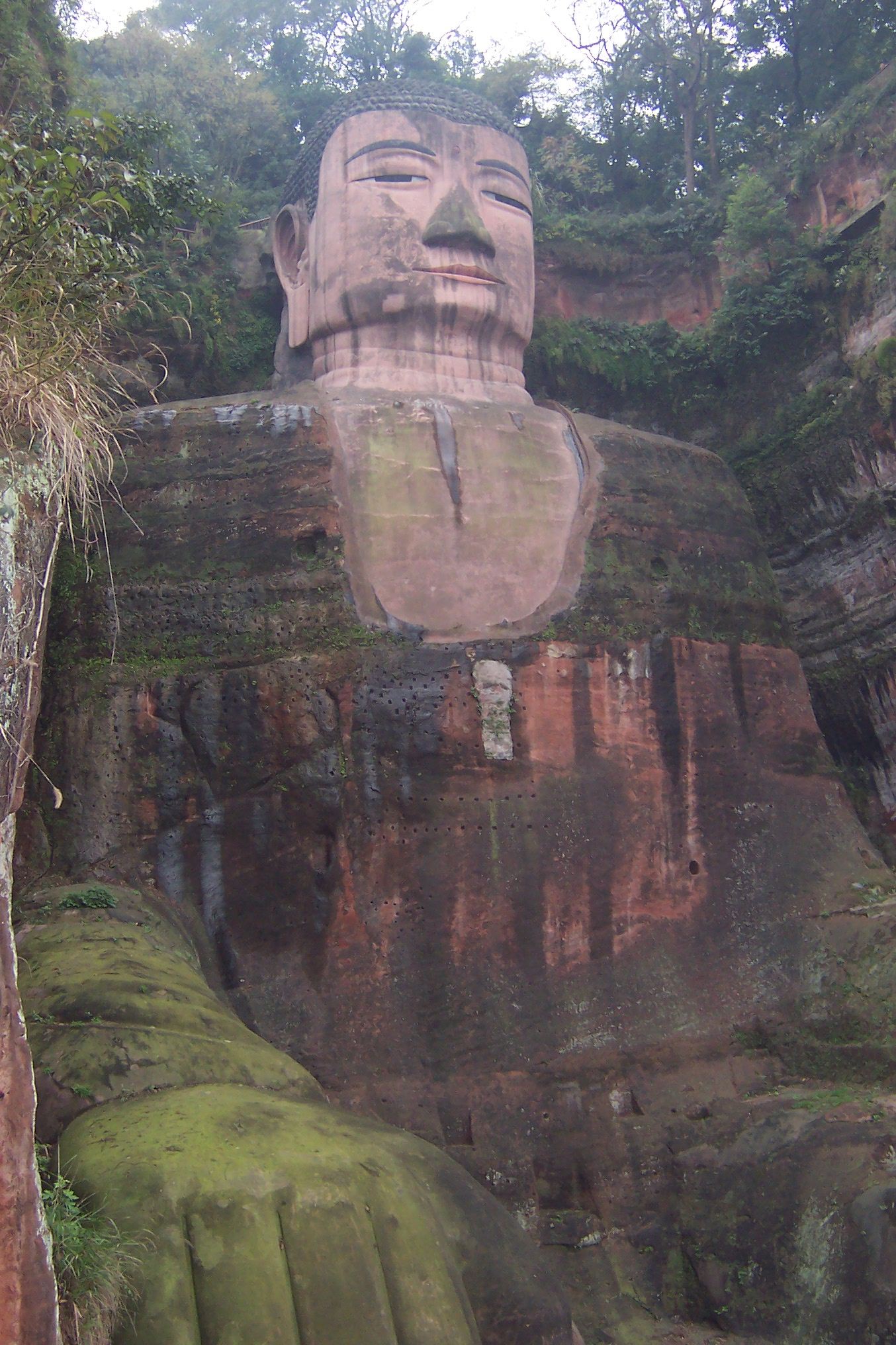
A lépcső felől
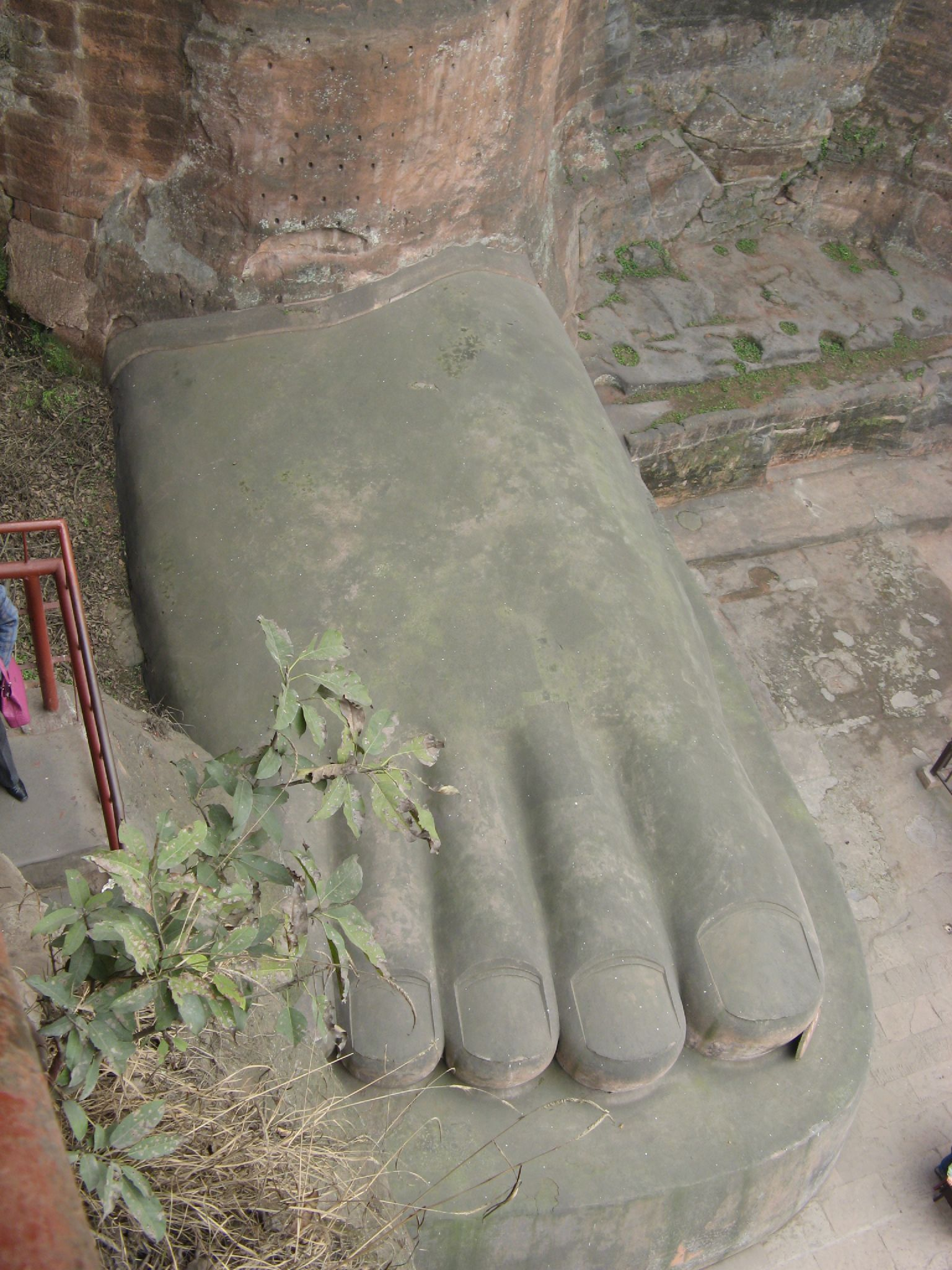
A lábfeje
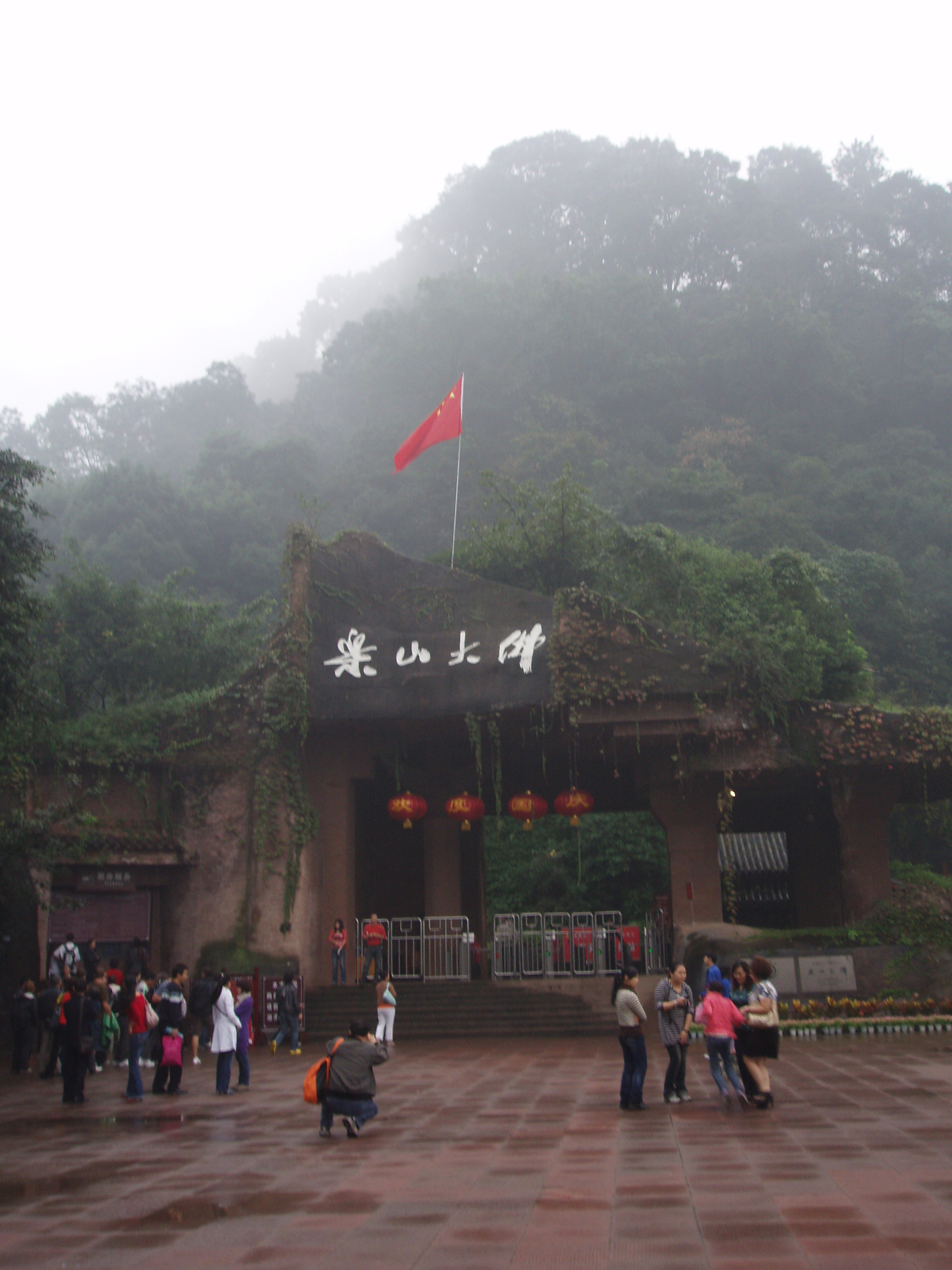
A kilátóhely bejárata
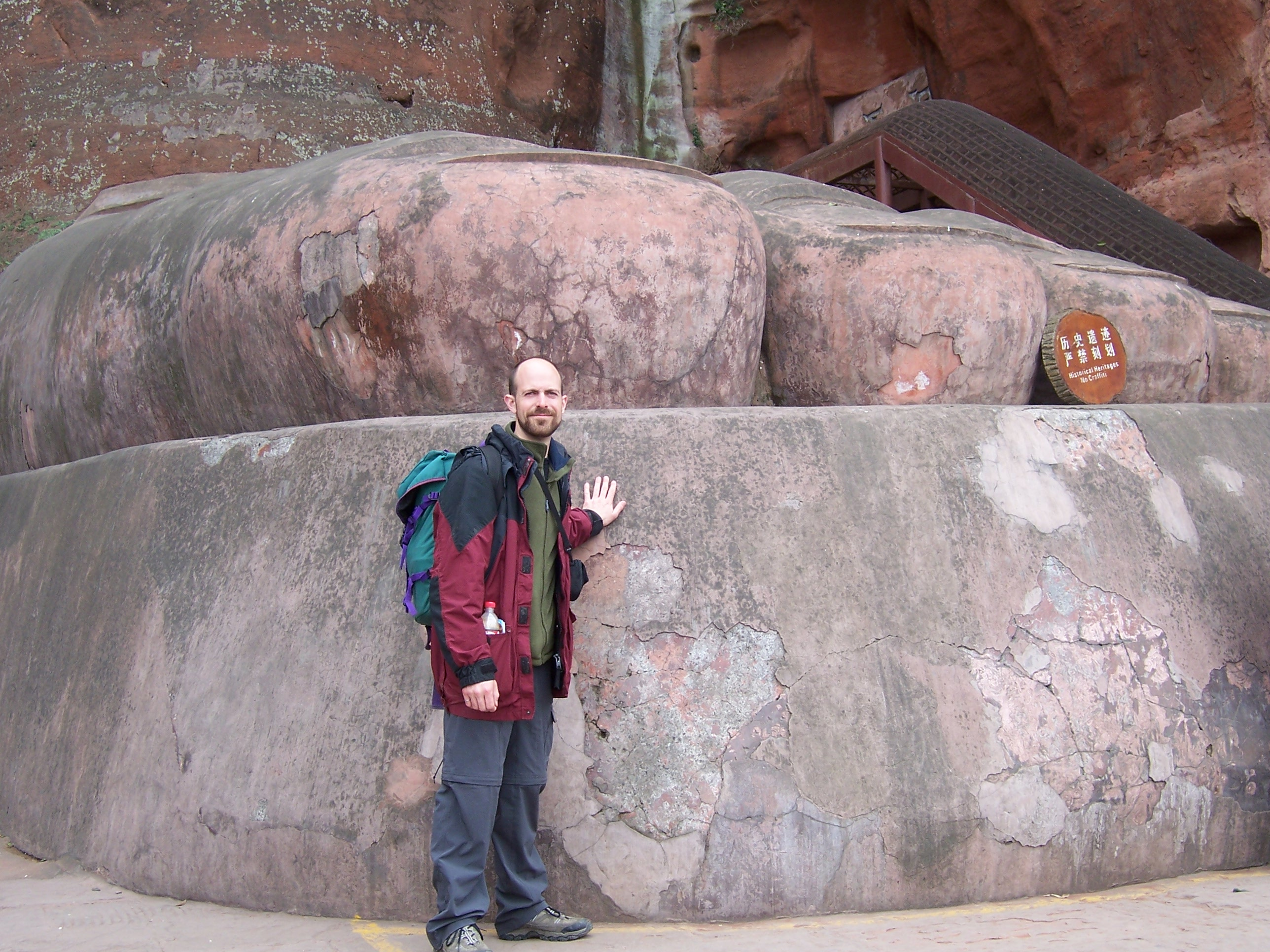
A szobor lábfeje egy emberhez képest
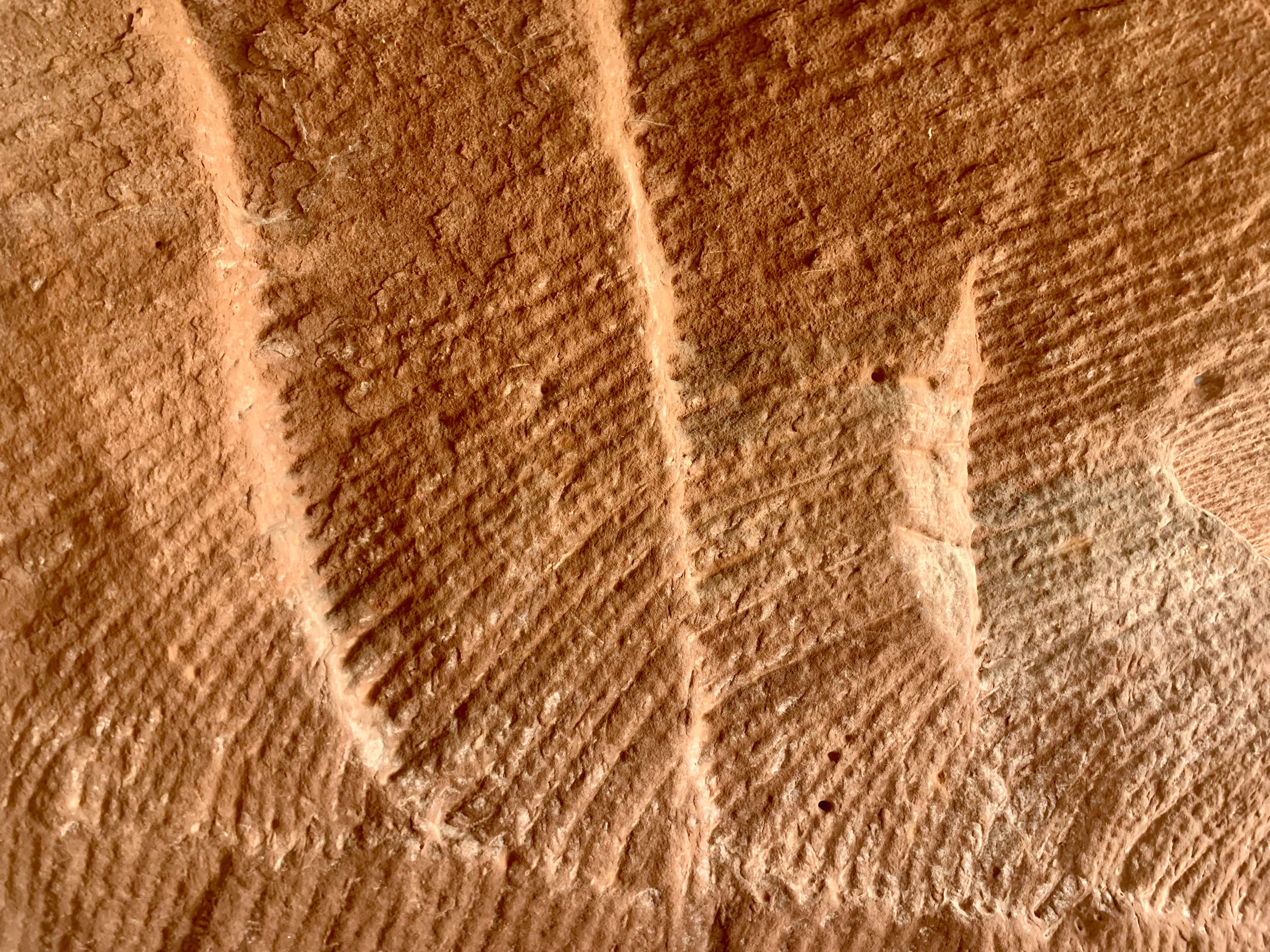
Szerszámnyomok a sziklában
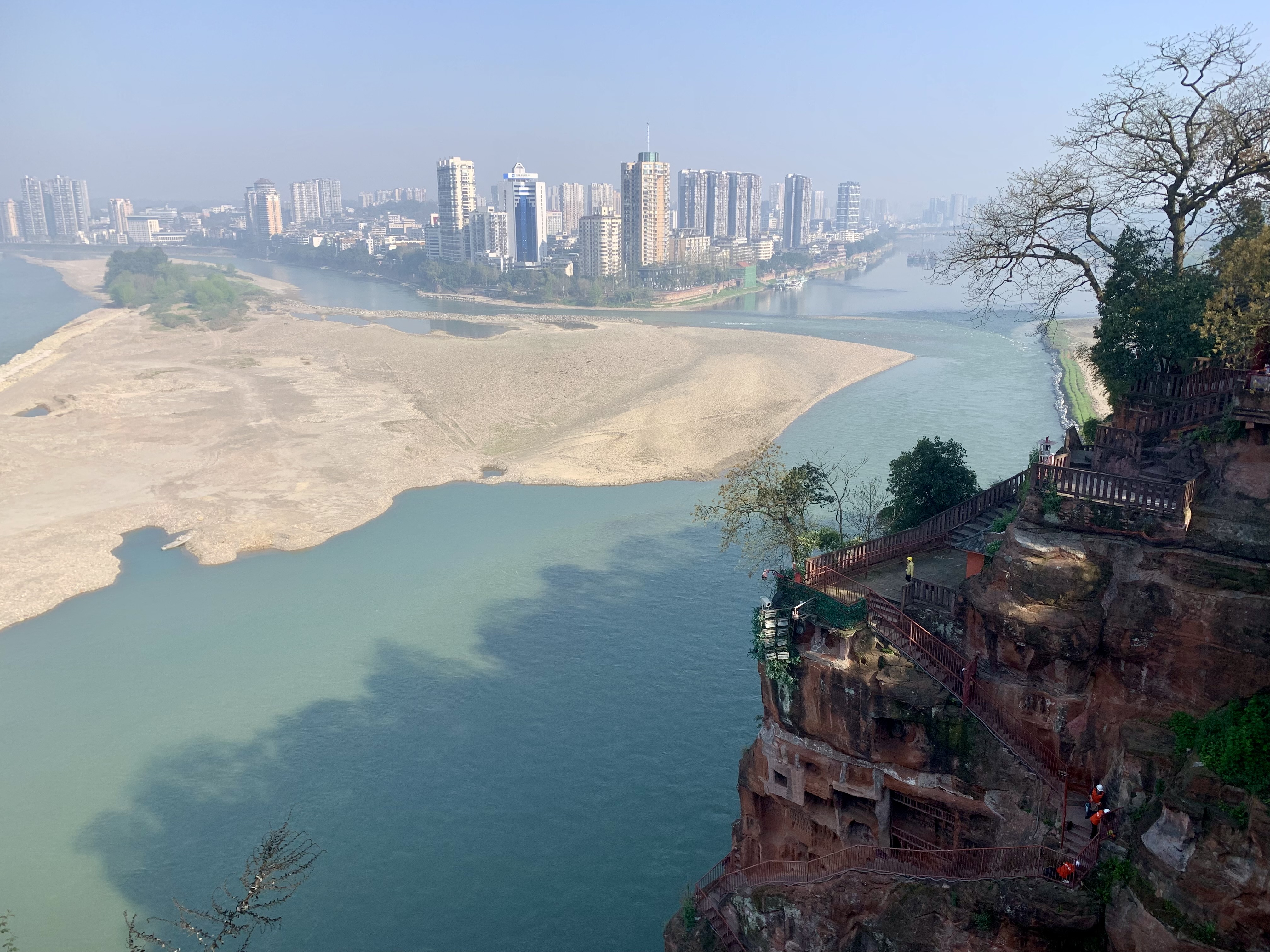
Lösan panorámája a szobor fejétől

## Lásd még
- Buddhizmus
- Kína művészete
- Tang-dinasztia
- 1996 új világörökségi helyszínei
- Kína világörökségi helyszínei